# Hypocrisias punctatus
Hypocrisias punctatus är en fjärilsart som beskrevs av Druce 1884. Hypocrisias punctatus ingår i släktet Hypocrisias och familjen björnspinnare. Inga underarter finns listade i Catalogue of Life.